# 细圆齿火棘
细圆齿火棘（学名：Pyracantha crenulata）是蔷薇科火棘属的植物。分布于印度、不丹、尼泊尔以及中国大陆的四川、贵州、广东、江苏、陕西、湖北、湖南、云南、广西等地，生长于海拔750米至2,400米的地区，多生在路边、沟旁、山坡、丛林或草地，目前尚未由人工引种栽培。

## 别名
薜若（Man. Vasc. Pl. Lower Yangtze Valley），火棘（江苏南部种子植物手册），红子、火把果（贵州土名）

## 异名
- Pyracantha crenulata (D. Don) Roem. var. kansuensis Rehd.